# Zgodovinsko središče mesta Salzburg
Zgodovinsko središče mesta Salzburg [nemško Historische Zentrum der Stadt Salzburg), je mestno središče Salzburga in ena od Unescovih svetovnih znamenitosti v Avstriji. Zakonsko je zaščiteno z Zakonom o ohranjanju starega mesta Salzburga in kot Altstadt Salzburg v veliki meri skladno z enim od okrožij v skladu z novo mestno upravno delitvijo.

## Območje svetovne dediščine
Svetovna dediščina vključuje:
- Levi del starega mesta (levo od reke Salzach)
- Pravo staro mesto (desno od reke Salzach) z Linzer Gasse, Inneren in Äußeren Stein ter Bürgelstein
- Innere Nonntal
- Innere Mülln
- Mönchsberg
- Festungsberg s trdnjavo Hohensalzburg
- Kapuzinerberg

Ta osrednja cona obsega 236 hektarjev. Skoraj enaka je okrožju Altstadt (237 hektarjev).
Označeno območje varovanja - ki predstavlja zaščito kompleksa z omejeno zasedenostjo in je namenjeno zaščiti jedrnega območja pred poškodbami - se razprostira približno po celotnem Äußere Nonntal (Hellbrunner Strasse - Hofheimer Allee, vključno s krajinskim območjem Freisaal in do Thumeggerstrasse), območje Leopoldskroner Weiher, del Riedenburg-St. Paul, Rainberg, Innere Riedenburg, Ausser Mülln in Johannesspital (LKH, z linijo Moosstraße - Aiglhofstraße - železniška proga proti Münchnu kot meja) in jugovzhodni blok Lehen (Gaswerkgasse in do Lehenerja Brückea), na drugi strani pa celoten Neustadt, Elisabeth -Vorstadt do St.-Julien-Straße, območje postaje, od tam Schallmoos do Vogelweiderstraße - Sterneckstraße - Fürbergstraße, naprej Inneres Parsch znotraj Eberhard-Fugger-Straße - Gaisbergstraße in Hundertwasserallee do Salzach. Ta varovalni pas obsega 487 hektarjev (približno 5 km²).

## Obrazložitev in status zaščite
Altstadt mesta Salzburg je bilo 5. decembra 1996 vpisano na Unescov seznam svetovne dediščine.
Ta vpis je bil sprejet zaradi naslednjih razlogov:
»Kot duhovno središče Srednje Evrope se pomen rezidenčnega mesta nekdanje knezonadškofije Salzburg sega v zgodnje čase zahodne kulture. Škofijski sedež, najstarejša nenehno obstoječa nadškofija severno od Alp, stolnica in samostana sv. Petra in Nonnberg, ki segajo tudi v karolinško obdobje in so ohranjeni do danes, tvorijo jedro strukturnega razvoja zgodovinske zasnove in bistvo dobro ohranjenega mesta. Nadškofje so skozi stoletja zaposlovali pomembne umetnike svojega časa. Živahno prepletanje raznolikih srednjeveških in baročnih arhitekturnih spomenikov se v starem mestu združuje in tvori edinstven urbani ansambel, v katerem dominira trdnjava Hohensalzburg. Pod impresivno silhueto stolpov in kupol številnih cerkva so na trgih in vijugavih uličicah levo in desno od reke Salzach postavljeni zaprti fasadni prospekti mestnih hiš. Glasbena in festivalska tradicija, povezana z genialnim Wolfgangom Amadeusom Mozartom, je del posebnega vzdušja tega edinstvenega mestnega spomenika«.
- Odbor Unesca: 5. december 1996
Priznana so bila naslednja merila:
II: prikazuje za obdobje ali na kulturnem območju zemlje pomemben presek človeških vrednot v povezavi z razvojem arhitekture ali tehnologije, obsežne plastike, urbanističnega načrtovanja ali krajinskega oblikovanja 
IV: predstavlja odličen primer vrste stavbnih, arhitekturnih ali tehnoloških ansamblov ali pokrajine, ki simbolizirajo enega ali več pomembnih delov človeške zgodovine 
VI: so neposredno ali prepoznavno povezani z dogodki ali tradicionalnimi oblikami življenja, idejami ali veroizpovedmi ali umetniškimi ali literarnimi deli izjemnega univerzalnega pomena.
Poudarja enotnost ansambla v njegovem razvoju vse do moderne dobe, obstajajo stavbe od srednjega veka do 20. stoletja , vendar je poudarjena prednost zgodovinske vrednosti baročnega nadškofijskega mesta , pa tudi ranljivost zaradi gradnje v varovalnem pasu. 
Poleg Unescove zaščite je mestno središče zaščiteno tudi s številnimi posamičnimi označbami kot spomenik po Zakonu o varstvu spomenikov in zlasti Salzburškega zakona o ohranjanju starih mest iz leta 1967, prvega tovrstnega v Avstriji, od leta 2007 pa tudi do deklaracije o zelenih površinah , ki daje obstoječim svobodo v centru mesta in v okolici (zeleni pas Salzburga) je treba trajno zaščititi pred ovirami. Unesco hvali intenzivno nacionalno in regionalno zaščito zgodovinskega starega mesta in delujoče upravljanje mestnega razvoja . Zaščitni položaj spremlja mednarodni svet za ohranjanje spomenikov ICOMOS. Ta, tako kot zvezni urad za spomenike, večkrat kritizira pomanjkanje komunikacije s strukturnimi oblastmi v mestu (svetovalni odbor za oblikovanje mesta Salzburg, strokovna komisija za zakon o ohranjanju starih mest) .